# Utischkiw
Utischkiw (ukrainisch Утішків) ist ein Dorf im Rajon Solotschiw der westukrainischen Oblast Lwiw.

## Verkehr
Beim Ort liegt eine Haltestelle der Lemberger Eisenbahn.

## Söhne des Ortes
- Mychajlo Turkewytsch (1953–2003), Bergsteiger
- Nestor Dmytriw (1863–1925), Priester